# ستيفن بوتشر
ستيفن بوتشر (بالإنجليزية: Stephen Butcher)‏ (19 نوفمبر 1994 في المملكة المتحدة - ) هو لاعب كرة قدم بريطاني في مركز الظهير. لعب مع نادي غيلينغهام وميدستون يونايتد ورامزغيت ‏.

## وصلات خارجية
- ستيفن بوتشر على موقع قاعدة بيانات كرة القدم.إي يو (الإنجليزية)
- ستيفن بوتشر على موقع Soccerbase.com (لاعب) (الإنجليزية)